# Афанасьев, Антон Григорьевич
Антон Григорьевич Афанасьев (род. 10 апреля 1927, с. Варшава - 10 августа 2019, Змеиногорск) — советский хозяйственный, государственный и политический деятель.

## Биография
Родился 10 апреля в 1927 году в селе Варшава Змеиногорского района Алтайского края. В 14 лет пошел работать в колхоз им. Тельмана. В 1944 году призван в армию, участвовал в боях с Японией.
С 1955 года трудился в колхозе «Восход» с. Карамышево Змеиногорского района Алтайского края, а с 1960 по 1984 год являлся его председателем, с 1984 по 1988 год был директором совхоза «Янтарный» (г. Змеиногорск). С 1988 по 1993 год замещал должность научного организатора, агронома научно-производственной системы «Корма и зерно» Алтайского научно-исследовательского института сельского хозяйства. Общий трудовой стаж составляет 48 лет. 
В период, когда А.Г. Афанасьев руководил колхозом «Восход», ему удалось вывести колхоз в число передовых хозяйств, о достижениях которого знали не только в крае, но и за его пределами. Урожайность полей достигала 30 и более центнеров с гектара, выросла продуктивность животноводства.
Трижды избирался депутатом Алтайского краевого Совета народных депутатов, был делегатом Всесоюзного съезда колхозников.
Автор книг «Курсом эффективности», «В степи у самых гор», «Золотой фонд колхоза».
Почётный гражданин Алтайского края. Кавалер двух орденов Ленина, Трудового Красного Знамени, Октябрьской Революции, Отечественной войны II степени, награжден медалями «За доблестный труд. В ознаменование 100-летия со дня рождения В.И. Ленина», «Ветеран труда», тремя золотыми медалями ВДНХ СССР, двумя серебряными медалями ВДНХ СССР.
Умер в Змеиногорске в 2019 году.